# Cnaeus Cornelius Lentulus Gaetulicus
Pour les articles homonymes, voir Gétulicus.
Cnaeus Cornelius Lentulus Gaetulicus, né vers 8 av. J.-C. et mort en 39 ap. J.-C., est un consul, historien et poète romain.

## Biographie
Dernier fils du consul Cossus Cornelius Lentulus, il reçoit le cognomen après la victoire de son père contre les Gétules en 5-6 ap. J.-C. Il est consul ordinaire en 26, avec Caius Calvisius Sabinus, son beau-frère, pour collègue. Gouverneur de Germanie supérieure en 29, il reste en poste dix ans. Accusé en 35 de crime de lèse-majesté par un certain Abudius Ruso, pour ses liens avec Séjan (il avait fiancé sa fille Cornelia au fils de Séjan), il reste « indemne et en pleine faveur » selon Tacite. 
En 39, il est impliqué dans la conspiration de Lepidus contre Caligula, celui-ci l'exécute, peu de temps après que Gaetulicus a dénoncé les principaux conspirateurs.
Marié à Apronia, fille de Lucius Apronius, ami de Sénèque le Jeune, il possédait une fortune estimée à 400 millions de sesterces

## Œuvre
Selon Sidoine Apollinaire, Pline le Jeune et Martial, Lentulus Gétulicus est l'auteur de poèmes licencieux. Un fragment de trois vers d'un poème astronomique a également été préservé. On doit peut-être l'identifier à un Gétulicus, auteur d'épigrammes de l'Anthologie grecque. Suétone lui attribue par ailleurs des écrits historiques, dont rien n'a été conservé.